# Чернецький Антін
Чернецький Антін (8 квітня 1887, Бережани — 15 лютого 1963) — галицький громадсько-політичний і профспілковий діяч, журналіст.

## Життєпис
Родом з Бережан, видатний член УСДП, журналіст. Реалізатор автономії українських робітників у австрійських центральних організаціях і відокремлення їх у поодинокі секції з окремим секретаріатом, який він очолював, організатор українських залізничників.
Діяч Української Національної Ради і державний секретар праці та суспільної опіки ЗУНР. З 1924 голова Союзу українських приватних службовців (СУПРУГА). 1925 — 1928 — директор Пенсійного інституту приватних службовців у Львові.
Редактор й співредактор органів УСДП: «Земля й Воля» (1908), тижневика (1911) і щоденника (1919) «Вперед» та «Проф. Вісника», співредактор численних журналів і газет, зокрема соціалістичного напряму.
На еміграції в Німеччині і Швейцарії.
Статті і брошури з історії українського робітничого і професійного руху тощо.

## Видання
- Чернецький А. Спомини з мого життя [Архівовано 11 жовтня 2021 у Wayback Machine.]. Лондон : Наше Слово, 1964. 144 с.
- Чернецький А. Спомини з мого життя. К. : Основні цінності, 2001.